# سیارک ۴۶۸۷
سیارک ۴۶۸۷ (به انگلیسی: 4687 Brunsandrej، نامگذاری:1979SJ11) چهار هزار و ششصد و هشتاد و هفتمین سیارک کشف شده‌است که در ۲۴ سپتامبر ۱۹۷۹ کشف شد.
قدر مطلق سیارک برابر ۱۲٫۳۰ است.